# Jüdische Gemeinde Altenmuhr
Eine Jüdische Gemeinde in Altenmuhr, einem Gemeindeteil von Muhr am See im Landkreis Weißenburg-Gunzenhausen in Bayern, bestand von Ende des 16. Jahrhunderts bis 1938.

## Geschichte
Ende des 16. Jahrhunderts wurden erstmals Juden von den Herren von Lentersheim im Ort aufgenommen. Die jüdische Gemeinde vergrößerte sich beträchtlich im 18. Jahrhundert, die Zahl der jüdischen Familien wuchs von 12 (1732) auf 42 (1796).
Die Familien standen seit 1799 unter dem Schutz von Karl August von Hardenberg und die meisten lebten in armen Verhältnissen. Ihre Blütezeit erlebte die jüdische Gemeinde in der Mitte des 19. Jahrhunderts. 
Die jüdischen Familien lebten zunächst im sogenannten Judenhof, der sich an der Stelle des ehemaligen Schlosses von Mittelmuhr befand. Nach 1790 konnten die jüdischen Familien auch außerhalb des Judenhofes wohnen. 
Die jüdische Gemeinde Altenmuhr besaß eine Synagoge, ein rituelles Bad (Mikwe) und eine jüdische Elementarschule (bis 1924). Die Gemeinde bestattete bis 1906 ihre Toten auf dem jüdischen Friedhof in Bechhofen und danach auf dem Friedhof in Gunzenhausen. Die jüdische Gemeinde gehörte bis 1845 zum Distriktsrabbinat Gunzenhausen und danach zum Distriktsrabbinat Ansbach. 
Neben dem Volksschullehrer war zeitweise ein Vorbeter angestellt, der auch als Schochet tätig war. Ab 1893 wurden alle diese Tätigkeiten von einer Person ausgeführt. Nach 1924 bestand nur noch eine Religionsschule und ab 1929 hatte die jüdische Gemeinde Altenmuhr einen gemeinsamen Lehrer mit der jüdischen Gemeinde Windsbach.
Die im Ersten Weltkrieg Gefallenen aus der jüdischen Gemeinde Altenmuhr waren: Isak Fleischmann (geb. 5. Mai 1885 in Altenmuhr, gef. 19. Juli 1916) und Julius Weinmann (geb. 3. Februar 1893 in Altenmuhr, gef. 7. Juni 1917). Ihre Namen stehen seit 1958 auf dem Kriegerdenkmal des Ortes.

## Synagoge
Im 18. Jahrhundert war zunächst ein Betraum in einem Privathaus vorhanden. Erst 1803 errichtete die jüdische Gemeinden im Judenhof eine Synagoge. Sie war 18 Meter lang und achteinhalb Meter breit und hatte ein Walmdach. In der Synagoge waren 80 Plätze für Männer und 40 für Frauen. 
Beim Novemberpogrom 1938 wurde die Synagoge geschändet und die Inneneinrichtung zerstört. Das Gebäude wurde verschont, da es bereits vor dem Pogrom von der politischen Gemeinde erworben worden war. Die Synagoge wurde als Scheune genutzt. 1968 erfolgte der Abbruch des ehemaligen Gotteshauses, an seiner Stelle wurde ein Wohnhaus errichtet. Ein Gedenkstein, der am 21. November 1986 gegen den Widerstand von Teilen der Altenmuhrer Bevölkerung aufgestellt worden ist, erinnert an die Synagoge und damit an das jüdische Leben in Muhr am See.

## Gemeindeentwicklung
| Jahr    | Gemeindemitglieder                 |
| ------- | ---------------------------------- |
| 1732    | 12 Familien                        |
| 1796    | 42 Personen                        |
| 1811/12 | 206 Personen, 32,3 % der Einwohner |
| 1837    | 250 Personen, 34,7 % der Einwohner |
| 1867    | 163 Personen, 21 % der Einwohner   |
| 1880    | 116 Personen, 14,6 % der Einwohner |
| 1900    | 105 Personen, 14,1 % der Einwohner |
| 1910    | 91 Personen                        |
| 1925    | 49 Personen                        |
| 1933    | 29 Personen                        |
| 1934    | 20 Personen                        |
| 1937    | 14 Personen                        |

## Nationalsozialistische Verfolgung
Die meisten der 29 jüdischen Einwohner, die 1933 in Altenmuhr lebten, zogen in größere Städte um oder konnten emigrieren. Die neun jüdischen Einwohner, die beim Novemberpogrom 1938 noch im Ort wohnten, wurden von SA-Männern aus den Häusern geholt und festgehalten. Später wurden sie nach Gunzenhausen abtransportiert. 
Das Gedenkbuch des Bundesarchivs verzeichnet 28 in Altenmuhr geborene jüdische Bürger, die dem Völkermord des nationalsozialistischen Regimes zum Opfer fielen.

## Gedenken
Im Jahr 1986 wurde ein Gedenkstein aufgestellt, der folgende Inschrift trägt: Hier stand bis 1968 eine Synagoge. 1985. Zum Gedenken an die jüdische Gemeinde, die über 300 Jahre in Altenmuhr bestand.
Der Gedenkstein wurde von dem Ansbacher Künstler Jörg Kutzer gestaltet.